# 10月17日 (旧暦)
旧暦10月17日は、旧暦10月の17日目である。六曜は友引である。

## できごと
- 文治元年（ユリウス暦1185年11月10日） - 堀川夜討ち。源頼朝の密命で土佐坊昌俊が京都・堀河館の義経を襲うが敗走

## 忌日
- 弘安3年（グレゴリオ暦1280年11月30日） - 円爾、鎌倉時代中期の臨済宗の僧。（* 1202年）
- 慶長7年（グレゴリオ暦1602年11月30日） - 立花誾千代、立花氏当主（* 1569年）
- 万治元年（グレゴリオ暦1658年11月30日） -  真田信之、信濃上田藩の初代藩主、後に信濃松代藩の初代藩主。
- 享和3年（グレゴリオ暦1803年11月30日） - 前野良沢、蘭学者（* 1723年）